# ویسلاو کوکولا
ویسلاو کوکولا (انگلیسی: Wiesław Kukuła؛ زادهٔ ۱۶ مارس ۱۹۷۲) ژنرال نیروی زمینی لهستان است، که از اکتبر ۲۰۲۳ به‌عنوان رئیس ستاد کل نیروهای مسلح لهستان فعالیت می‌کند و فرماندهی کل نیروهای مسلح لهستان را برعهده دارد.
کوکولا فعالیت نظامی را از سال ۱۹۹۲ در هنگ اول نیروهای ویژه ارتش لهستان آغاز کرد، در فاصله سال‌های ۲۰۰۶ تا ۲۰۱۲ فرماندهی نیروهای عملیات ویژه را برعهده داشت و از ۲۰۱۲ تا ۲۰۱۶ فرمانده نیروهای عملیات ویژه بود.
وی از ۲۰۱۶ تا ۲۰۲۳ به‌عنوان فرمانده نیروهای دفاع سرزمینی فعالیت می‌کرد و از فوریه ۲۰۲۳ فرماندهی کل نیروهای مسلح لهستان است. او در ۹ نوامبر ۲۰۲۳، توسط رئیس جمهور جمهوری لهستان به درجه ژنرالی ارتقا پیدا کرد.